# كريستيان أولريش
كريستيان أولريش (بالألمانية: Christian Ulrich) هو مهندس معماري نمساوي ومجري، ولد في 27 أبريل 1836 في فيينا في النمسا، وتوفي بنفس المكان في 22 يناير 1909.